# Okręg wyborczy East Sussex
Okręg wyborczy East Sussex powstał w 1832 r. i wysyłał do brytyjskiej Izby Gmin dwóch deputowanych. Okręg obejmował wschodnią część hrabstwa Sussex. Został zlikwidowany w 1885 r.

## Deputowani do brytyjskiej Izby Gmin z okręgu East Sussex
- 1832–1841: Charles Cavendish, wigowie
- 1832–1837: Herbert Barrett Curteis, wigowie
- 1837–1846: George Darby, Partia Konserwatywna
- 1841–1857: Augustus Eliott Fuller, Partia Konserwatywna
- 1846–1857: Charles Hay Frewen, Partia Konserwatywna
- 1857–1865: Henry Holroyd, wicehrabia Pevensey, Partia Konserwatywna
- 1857–1874: John George Dodson, Partia Liberalna
- 1865–1868: lord Edward Cavendish, Partia Liberalna
- 1868–1885: George Burrow Gregory, Partia Konserwatywna
- 1874–1885: Montagu David Scott, Partia Konserwatywna